# 岡本南
岡本 南（おかもと みなみ、本名：林 淑子[はやし よしこ]、1972年7月31日 - ）は、1980年代後半に活躍していた日本の元アイドル。現在はR&BシンガーソングライターReona（レオナ）として活動。日出女子学園高校卒業。東京都出身。

## 人物・来歴
1986年、バレンタインデーのチョコレート売場にてスカウトされる。1987年頃から本名の林淑子名義でグラビアアイドルとして活躍。

### レコード・デビュー
1988年、岡本南としてシングル「風とかくれんぼ」（テイチク）でメジャー・デビュー。同曲はTBS系列のドラマ『時間ですよ たびたび』の劇中歌としてすべての回で屋根の上で曲を歌うシーンが流され、岡本自身もみなみ役としてレギュラー出演した。オリコンチャート週間シングルランキングでは最高位18位・売上枚数3.1万枚を記録。1973年に同じく「時間ですよ」でデビューし人気を得た「浅田美代子の再来」と言われ、当時のオリコン・エンタテインメント社長が「首位は狙える」と予想するなど前評判の高いアイドルであった。ただし、本人は松田聖子に憧れており、イメージ戦略に徹し切れていない面もあった。
同曲ではザ・ベストテンの「今週のスポットライト」に高校の先輩である姫乃樹リカと出演し、「リカちゃん」と呼ぶなど仲の良さをアピール。当番組出演中に森光子をはじめとしたドラマ共演者はちょうど本人の出ないシーンを収録中だったが、休憩して皆で生放送を視聴していたエピソードが物語るなど非常に業界受けが良かった。
同曲で新宿音楽祭銅賞を受賞したが、緊張のあまり本名である「林淑子です」と自己紹介してしまったが、共演していた相川恵里から「同学年とは思えないほどしっかり者」と評され、実際に同級生の中では姉御肌で通っていた。

### 再デビュー〜現在
2002年10月23日、Reona（レオナ）に改名。CD EXTRAの「新しい風を抱きしめて」でガウスエンタテインメントからR&B歌手として再デビュー。
2005年10月、Vertex Records/ポニーキャニオンへ移籍、「届けたい／未来」を発売。現在は、ラジオパーソナリティ、シンガーソングライターとして作詞の提供、自身のライブ活動を中心に活動している。

## ディスコグラフィ

### シングル
1. 風とかくれんぼ　（1988年7月26日）10CH-16
c/w　モザイクの坂道
2. ゆらゆら　（1988年11月21日） 10CH-31 
c/w　ちょっと思わせぶり
3. DON-MAI　（1989年3月21日）10CH-61
c/w　よりみち

### アルバム
- みなみかぜ　（1988年8月21日）

風とかくれんぼ／二十時発蛍列車／9月の扉／チャンスのシッポ／夏の妹／モザイクの坂道／思い出を同封します／日曜日も会いたい／瞳の奥にネバーランド／梔子の花咲けば

### Reona名義　シングル
1. 新しい風を抱きしめて（2003年）※テレビ東京系「ゲームEX」エンディングテーマ曲
2. 届けたい/未来（2005年）

## テレビドラマ
- 時間ですよたびたび（1988年、TBS / KANOX） - 遠山みなみ 役
- 大岡越前（TBS / C.A.L）
  - 第11部 第6話「鱈に当たった変な奴」（1990年5月28日） - お光 役
  - 第13部 第23話「凶賊は義母の仲間」（1993年4月19日） - お糸 役

## 書籍
- 岡本南写真集（撮影:小玉敏勝）
- 岡本南写真集 Southern wind（撮影:William Hames）